# IV号戦車
IV号戦車（よんごうせんしゃ、Panzerkampfwagen IV、パンツァーカンプ（フ）ヴァーゲン フィーア）は、第二次世界大戦期におけるナチス・ドイツの戦車（25トン級）である。

## 概要
ナチスが政権をとる以前から、ドイツ国防軍はヴェルサイユ条約下で密かに再軍備を見据えた新型戦車の開発を行っていた。1934年、NbFz(ノイバウファールツォイク)と呼ばれる多砲塔戦車の試作車が作られたが、大きく重いことから新たな戦車の開発が求められた。
装甲部隊の創設者ハインツ・グデーリアンにより求められた戦車の仕様は二種類で、一つがツークフューラーヴァーゲン（Zugführerwagen; Z.W.=小隊長車）と呼ばれ、37mm砲搭載の15トン級の「主力戦車」として開発された「III号戦車」、もう一つがベグライトヴァーゲン（Begleitwagen; B.W.=随伴車、歩兵を随伴支援する車両の意、英仏の歩兵戦車に相当）と呼ばれ、75mm砲搭載の20トン級の「支援戦車」として開発された「IV号戦車」である。
1935年3月のヴェルサイユ条約の破棄の決定後は、「B.W.」は「7.5 cm砲戦車」（Geschütz Kampfwagen 7.5 cm）という名称を与えられた。
1935年～1936年に、クルップ社・ラインメタル社・MAN（アウクスブルク＝ニュルンベルク機械工場）の3社による、「B.W.」の競争試作が行われ、結果、1936年4月3日に、ラインメタル社の「B.W.I（Rh）」に勝った、クルップ社の「B.W.I（K）」を基に、開発が進められることになり（なお、砲塔の設計については、予めクルップ社が担当することが決まっていた）、「IV号戦車」の制式呼称を与えられた。
1937年10月～1938年3月にかけて製造された増加試作車的なA型に次いで、1937年末～1938年1月にかけてB・C型が製造され、1938年1月～6月にかけてのD型から本格的に量産が開始された。
その後も戦局に対応するため改良が加えられ、1943年4月～1944年7月にかけて長砲身の75mm砲を搭載し主量産型となったH型が製造され、最終型は1944年6月～1945年3月にかけてH型に次いで多く製造されたJ型である。
IV号は、ドイツ戦車の中で最も生産数が多く（ただし、装甲戦闘車両という大きな括りで見た場合、III号突撃砲が最多生産数となる）、大戦中期ごろには改良が限界に達していたものの、敗戦時まで主力として使用され続け、ドイツ戦車部隊のワークホースとして機能した。また、同時期に開発され、50mm砲の搭載を想定したIII号戦車に比べ、75mm砲の搭載を前提に設計されたこともあり、ターレットリング（回転式砲塔）の直径が大きいため、長砲身の75mm砲に設計変更が可能であり、既存車両でも長砲身に換装することが容易であった。そのため、戦訓による武装強化にも対応し、変化する戦況の中で様々な要求に応じるべく車体部分を流用した多種多様な派生型を生み出した。

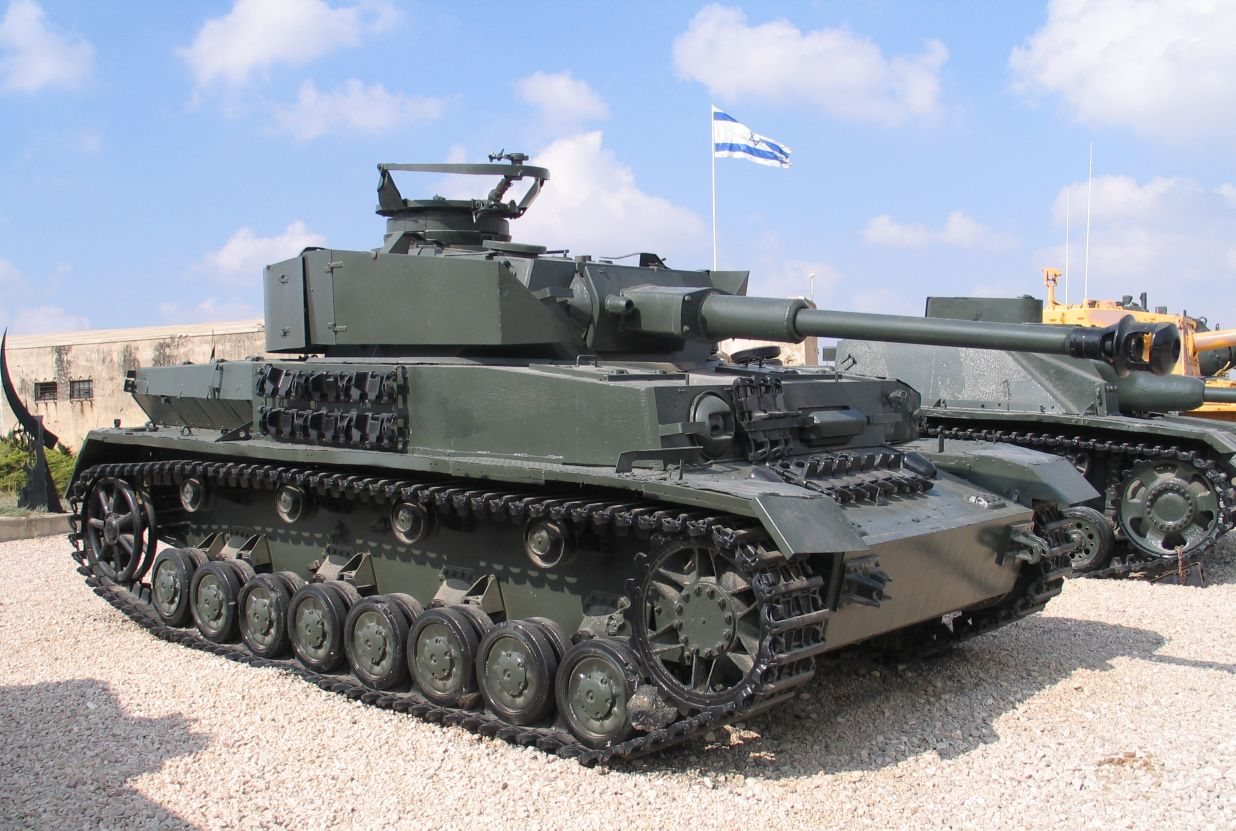
シリア軍が中東戦争で使用したIV号戦車

同盟国などにも輸出され、G型以降がイタリア王国、ルーマニア王国、ハンガリー、ブルガリア、フィンランド、スペイン、トルコの各軍に配備され、戦後も暫く使用されていた。チェコスロバキアが保有していた中古、及びフランスの接収品を購入したシリア軍のIV号戦車が、中東戦争でイスラエル国防軍のセンチュリオンと交戦した記録がある。

## 設計

### 車体
元々は、1936年に行われた、ダイムラー・ベンツ社とクルップ社による、Ⅲ号戦車の競争試作における、競争に敗れたクルップ社側の試作車を、拡大再設計したものが、IV号戦車の原型「B.W.I（K）」となった。また「B.W.II（K）」という、砲塔の無い試作車も製造されている。「B.W.I（K）」と「B.W.II（K）」のシャーシは、後に、トーションバーサスペンションと架橋装置の実験に使われた。
IV号戦車の車体構成は保守的で、リーフスプリング・ボギー式懸架装置を採用していた。この方式はIII号戦車のトーションバー式に比べストロークの移動範囲が少ないため地形追従性が低く路外機動性で劣ってはいるものの、支援戦車であることから機動性は問題視されなかった。クルップ社は、鉄道車両を製造していたことからリーフ式サスペンションの設計に長けており、信頼性が確保されていた。また、車体の底に脱出ハッチを設置可能なこと、サスペンションが外側に出ていることからターレットリングの直径を確保することができる利点がある。
当初から3人が搭乗するバスケット方式の砲塔を搭載。戦車長は砲塔後部に位置し、キューポラ（砲塔上部の司令塔）から周囲を監視しながら指揮に専念出来、装填手以外の全員はタコホーン（喉頭マイク）とヘッドホンを装着し、インターコム（車内通話装置）で騒音の中でも対話可能となっている。また、撃破された際の素早い脱出のため、乗降用ハッチは全員分の数が設置されている。
75 mmという大口径砲を装備する、IV号戦車の砲塔は、当初より電動手動両用旋回方式で、砲塔旋回モーターと、主エンジン左横に発電機用補助エンジン（APU）を搭載しており、補助エンジンの上方にはラジエーターが斜めに置かれ、主エンジン右横にはエアクリーナーがあり、それらのために機関室には燃料タンクのためのスペースが無く、戦闘室の床下に燃料タンクが設けられた。そのため、III号戦車と同じエンジンを搭載しているにもかかわらず、IV号戦車はIII号戦車より30 cm程背が高くなった。その代わり、車体長や機関室の前後長は、IV号戦車の方がIII号戦車より短い。IV号戦車のJ型になって、生産簡略化のために、砲塔旋回モーターと発電機用補助エンジンと補助エンジン用マフラーは廃止されて、手動旋回のみとなり、航続距離延長のために、発電機用補助エンジンのあった場所に燃料タンクが増設された。
Ⅳ号戦車には当初換気扇はなく、途中から備えられるようになった。しかし、長砲身化した75㎜砲へ主砲を強化した結果、換気扇の性能が不足気味になり、主砲による連続射撃を行った際には定期的に、
砲塔側面にあるハッチを開いて換気を行う必要が生じた。
なお、III号戦車には、砲塔バスケットは無く、砲塔も手動旋回方式である。

### 兵装
支援戦車として設計されたこともあり、当初は榴弾火力を重視して、短砲身24口径75mm砲が搭載され、戦車部隊の中では火力支援任務に当たっていた。だが、イギリス軍のマチルダII歩兵戦車など装甲の厚い戦車との対戦で、より強力な火力が必要とされ、1941年2月にヒトラーによって60口径50mm砲の搭載が命じられた。これを受けD型を元に1両が試作されたが、それよりも対戦車能力が付加できる長砲身の75mm砲への設計変更が検討された。当初は40口径で設計されていたものを、車体より前にはみ出ないよう求められたため、34.5口径の新型砲の試作が決定された。
しかし、独ソ戦の影響で、34.5口径の新型砲の完成を待てない状況となり、F型の生産途中から7.5 cm PaK 40をベースに開発された7.5 cm KwK 40 L/43（43口径）が搭載された。長砲身の75mm砲となったことにより、対戦車能力は向上し、支援戦車だったIV号戦車はIII号戦車に代わる主力戦車となった。その後、H型（厳密にはG後期型）からL/43より砲身長の長いL/48（48口径）に変更され、更なる火力の強化が図られた。
ドイツ兵器局第1科は1944年10月5日付けの報告書にて、L/48によるM4中戦車に対する有効距離とその部位に対して以下のような評価を下した。
（使用弾はPzgr.39、飛翔する砲弾に対して30度の角度が付いていると仮定されている）
- 砲塔正面･･･1000ｍ/防楯部･･･100ｍ/操縦手前面･･･0ｍ/車体正面下部･･･1300ｍ
- 砲塔側面･･･3000ｍ/車体側面･･･3500ｍ+
- 砲塔後部･･･3000ｍ/車体後面･･･3500ｍ+

同砲、同条件におけるチャーチル歩兵戦車に対する有効距離は以下のような物である。
- 砲塔正面･･･700ｍ/防楯部･･･500ｍ/操縦手前面･･･100ｍ/車体正面下部･･･100ｍ
- 砲塔側面･･･3000ｍ/車体側面･･･3000ｍ
- 砲塔後面･･･1300ｍ/車体後面･･･2800ｍ

## 運用
III号戦車が新機軸を採用し、E型で設計が確立するまで、配備が少数になってしまったのに対して、既存の技術で設計されていたIV号は第二次世界大戦の開戦となるポーランド侵攻の段階でまとまった数を配備されており、この関係でポーランド侵攻の時だけはIII号よりIV号の方が配備数が多かった。
その後、III号の生産が本格化し始めたため、フランス侵攻が始まるころにはIII号の数も増えていたが、全体で見れば、当時主力と定められていたIII号は必要量を満たすことが出来ず、支援戦車の地位であったはずのIV号も実質的には主力として扱われている状況であった。
1941年6月、独ソ戦が開始され、ドイツ軍はソ連国内への侵攻を開始する。そこで赤軍のT-34（30トン級）に対して全てのドイツ対戦車兵器の威力不足が露呈するという事態（いわゆる「T-34ショック」）に遭遇する。そのため、T-34などの戦車に対抗できるよう主砲を短砲身から長砲身に設計変更したG型が登場する（資料によっては最初の長砲身型はF2型とも表記される）。
この型式あたりから、IV号は支援戦車から主力戦車の地位を務めるようになる。北アフリカ戦線に送られた長砲身型のIV号は、この戦線に派遣されたドイツ軍のなかではティーガ―Iに次ぐ強力な戦車であり、全体で見れば少数しか配備されていなかったものの、大きな戦果を上げており、連合軍からはマークIVスペシャルとして恐れられた。
1943年、性能向上としては最終型とも言えるH型が登場する。同じころ、V号戦車パンター（45トン級）が登場し、生産も開始されて配備も始まっていたが、パンターの生産が伸び悩んだこともあり、敗戦時までIV号が主力の地位を務めている部隊が少なくはなかった。
ドイツ陸軍兵器局は、T-34-85との算定で、IV号戦車はあらゆる比較項目で圧倒されるという結論に至っていたが、全ての生産ラインをパンターに切り替える余裕は無く、グデーリアンの強い反対もあって本車の生産を中止するという選択肢はなかった。ただし、想定される敵戦車でも主力である中戦車のM4シャーマン（30トン級）やT-34であれば撃破することは可能であり、重戦車でなければ、兵器局が言うような一方的に撃破される状況となっていたわけではなかった。

## バリエーション

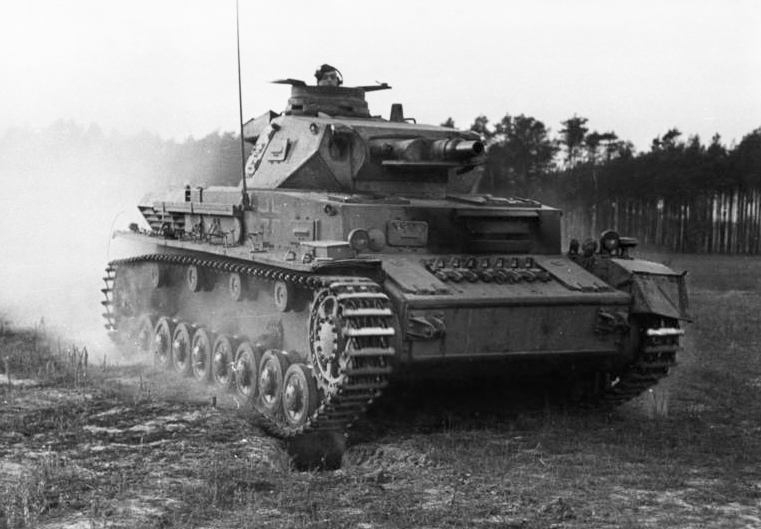
B型

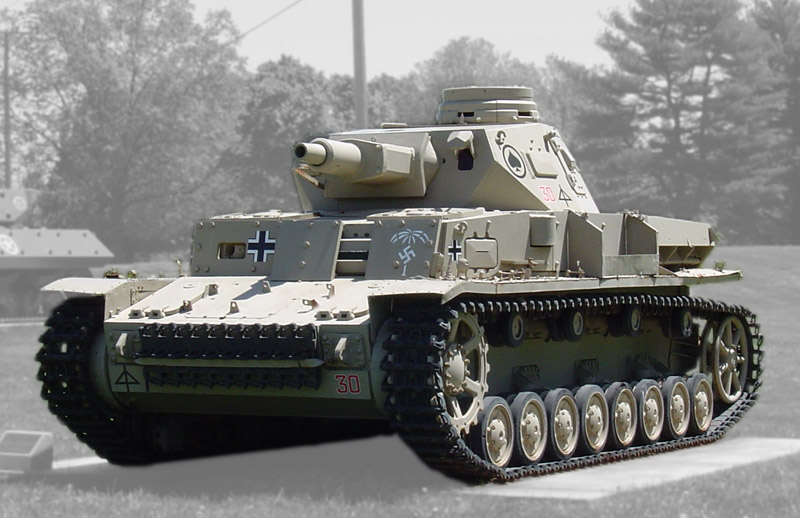
ドイツアフリカ軍団仕様のD型

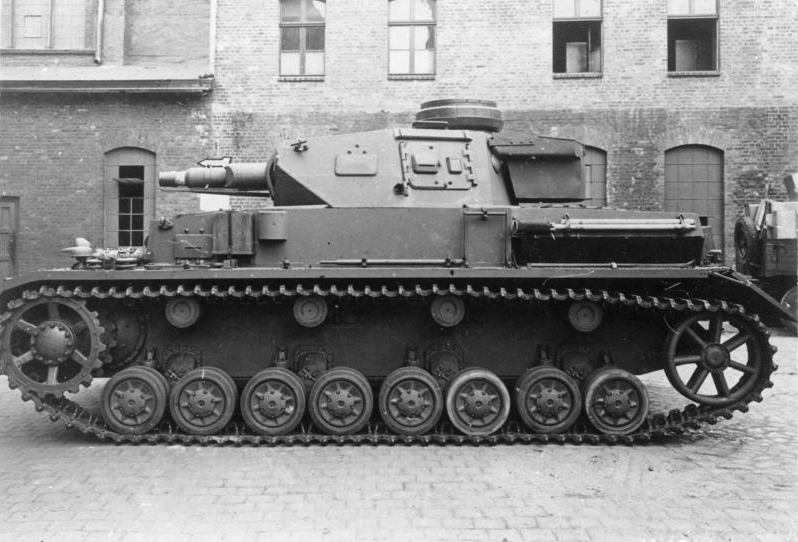
F型

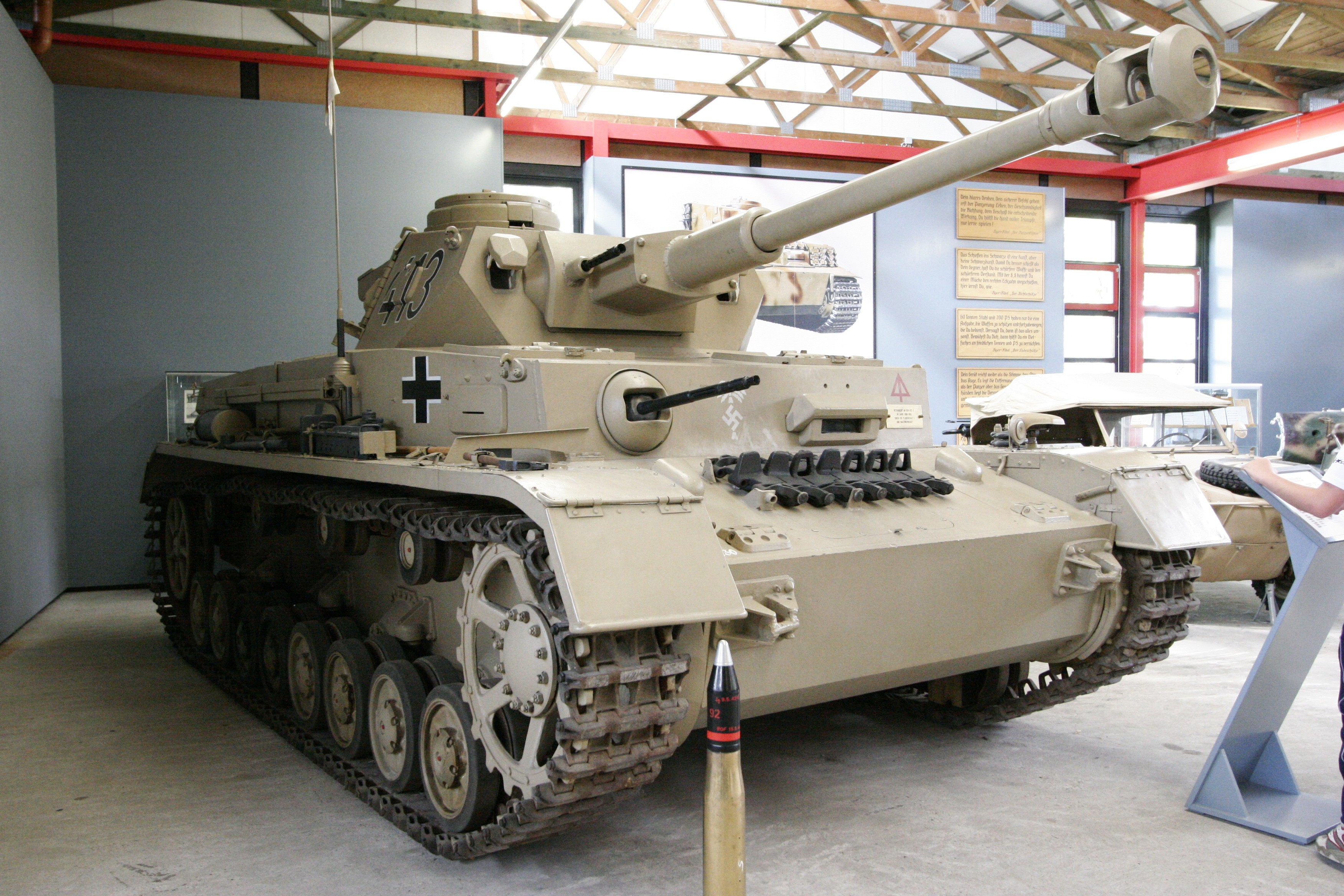
ムンスター戦車博物館に展示中のアフリカ軍団仕様のG型。砲塔左右にクラッペが残る、F2型とも呼ばれた初期型である

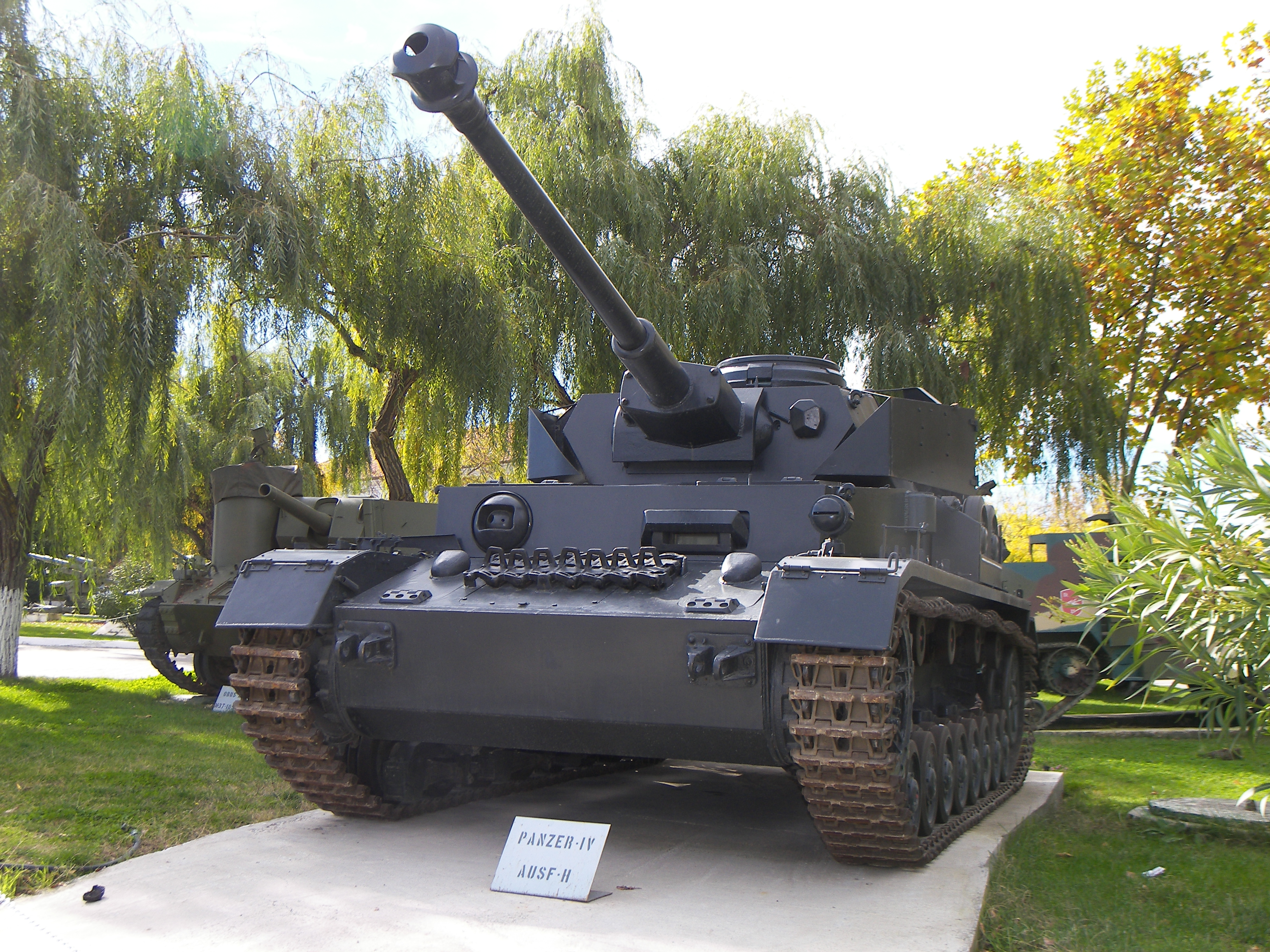
イギリス軍に追われたドイツ輸送船がスペインの港に避難した際、押収されスペイン陸軍の装備となり、現在は博物館に展示されるH型

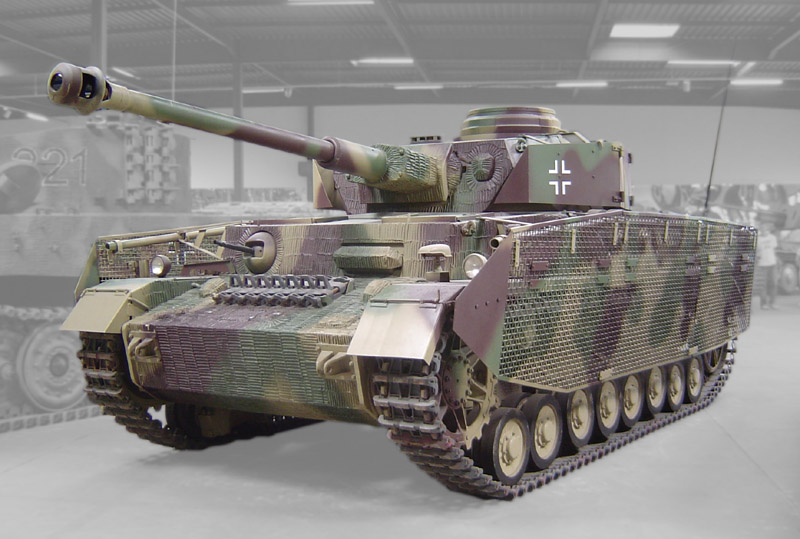
トーマ・シールド（金網製シュルツェン）装備のJ型最後期仕様

A型
プロトタイプである「B.W.I（K）」をベースにした先行量産型。当時としては強力な短砲身24口径75mm砲を搭載していたが、ニッケルを含まない圧延装甲板は車体前面が20mm、砲塔前面が16mm、その他が14.5mmと不十分で、小銃・機関銃用の7.92mm弾を防げる程度であった。最後の5両のみB型車体を流用したため、車体前面装甲板が30mmになっており、後にそれ以前の車両にも30mm厚の増加装甲が追加された。
エンジンはマイバッハHL108TR(230hp)で最大速度は32.4km/h、車長用キューポラはIII号戦車B型と共通である。慢性的な戦車不足の状況で、バルバロッサ作戦当時にもまだ少数が配備されていた。生産期間は1936年10月から翌年3月まで、シャーシナンバーは80101 - 80135（35両）全てクルップ社で生産された。
B型、C型

続くB型とC型では砲塔・車体装甲板が前面30mmに強化され、車体前方機銃が無くなり、ピストルポートが設置されている。また、キューポラはIII号戦車C/D型と同じ物に変更、C型の生産31号車からはIII号戦車E型と同じ物になった。両タイプは砲塔側面のクラッペ、主砲外防盾開口部の形、C型の途中からエンジンがHL120TRMに変更されるなど、各部に違いが見られる。生き残った車両は大戦後期になっても二線級部隊に配備されており、編成表ではまとめて「IV号戦車クルツ（短砲身）」と呼称されていた。
B型はノルマンディー上陸作戦当時フランスに配備されていたのが確認できる。これらはIII号戦車ほどではないが、まだ設計の基礎が確立していない時期でもあり、細かい変更が重ねられた。
C型は本来、B.W.（随伴車両、後のIV号戦車）と同時期に開発されていた、それより若干軽量な15トン級のZ.W.（小隊長用車両、後のIII号戦車）との共通型シャーシに変更する予定であったものが、開発の遅れとIV号戦車増産の要求により、B型の改良型となったものであった。
シャーシナンバーはB型80201 - 80242（42両）、C型80301 - 80400（134両・6両は架橋戦車に）で、全てクルップ社で生産された。

D型

車体前方機銃が復活、側面と後面の装甲厚が15mm→20mmへ強化されているが防御力は不十分で、1940年7月以降から増加装甲が取り付けられるようになった。熱帯用にエンジングリルを改造されたり、残存車両の主砲は全て1942年7月以降に48口径に改修された。
対戦車戦闘能力を高めるため5 cm KwK L/60を搭載した1両が1941年のヒトラーの誕生日に披露され、8月から80両生産する計画もあったが中止されている。シャーシナンバーは80501 - 80748（戦車型232両の内48両が潜水戦車、30両が熱帯仕様、16両が架橋戦車）で、生産は全てクルップ社。

E型
D型と比較すると砲塔やハッチなどの形状に細かい変更がなされた。車体前面装甲は50mmに強化され、その他の部位にもD型の後期型と同様に増加装甲が取り付けられたため防御力は向上した。また、キューポラの前に設置されていた横長の換気用ハッチに代わり電動式の換気扇(ベンチレーター)が装備された。
1941年3月からは製造段階で砲塔後部の雑具箱（ゲペックカステン）が装備されるようになった。生産終了後の7月には残存車輌の長砲身化、また1943年5月にはシェルツェンの追加が命じられている。
シャーシナンバーは80801 - 81006。1940年9月から1941年4月に223両がクルップ社に発注されたが、後に206両に減らされ、内6両は架橋戦車や実験車両として完成した。
F型

車体の形状を変更し増加装甲を廃止した代わりに基本装甲が全体的に強化され（前面:50mm、側面:30mm）、重量増加に合わせて履帯幅が400mmに、転輪の厚みがゴム部分で90mmに増加した。砲塔上面前部装甲板の角度も微妙に変化している。生産途中から長砲身の75mm砲が搭載されたF2型に代わったため、短砲身としては最後の型になる。また、長砲身型と識別するため、短砲身型をF1型と表記されることもある。
F2型を含むシャーシナンバーは82001 - 82613。1941年4月から1942年2月の間で当初500両が発注されたが、1941年7月からニーベルンゲンヴェルケ（13両）とフォマーク社（64両）が参加して、結局クルップ社での生産数は393両であった。

F2型（後にG初期型）

1942年3月から175両だけ生産され、IV号戦車として初めて長砲身の75mm KwK 40 L/43を搭載した。ドイツ・アフリカ軍団に配備された僅か9両のF2型は対戦車戦闘に威力を発揮、10月までに送られた37両のG型（エル・アラメイン戦以降の増援でもG型が更に26両追加されたに過ぎない）と併せ、イギリス軍から「マークIVスペシャル」と呼ばれ、ドイツ軍の報告書にも「IV号スペツィアル」と記述されている。
なお本型式は当初7./B.W-Umbau（支援戦車改造第7シリーズ）と呼ばれ、1942年3月21日から6月4日の間のみF2型と呼称された。その後、生産中の長砲身型をG型に改称、7月1日には既に生産済みのF2型も正式にG型に改称する通達が出され、F2型の呼称は当時印刷された2種のマニュアルに残されるだけとなった。日本でも1990年代末にこの事実が明らかになって以降、F2型をG初期型と呼称することが多くなったが、初めて長砲身を装備した型として有名なことから、あえてF2型と表記されることもある。

G型
F2型が改称されたもの。主砲は生産開始から1943年3月までは43口径だったが、H型の生産が始まった同年の4月（いわゆる後期生産型）から、より砲身長の長い75 mm KwK 40 L/48に変更され、更なる火力の強化が図られた。他にも砲塔側面や前面右側のクラッペ（視察口）が廃止されるなど生産途中に何度も改良が加えられている。2月には砲塔前側面左右に三連発煙弾発射機が備えられたが、被弾による破損や発煙が問題となり、5月には廃止されてしまった。また車長用ハッチが、左右分割型から円形の一枚型に変更されている。1942年5月から一部車両で車体前面に30mm増加装甲の溶接を始め、翌年4月からボルト留めによる装着に変更し、これは、12月から全車に装着されるようになった。5月には右フェンダー上にエアフィルターを設置するなど、最後期型は併行生産されていたH初期型に酷似した外見となった。
なお「シュルツェン」と呼ばれる対戦車銃から側面装甲やハッチを防御する外装式の補助装甲板も1943年4月から標準装備となった。これは後に成形炸薬弾に対し有効であることも判明した。
シャーシナンバーは82394 - 84400、（F2型が名称変更されたため、初期の番号が重複）1942年5月から翌年6月までの間にクルップ社で907両、ニーベルンゲンヴェルケで597両、フォマーク社で436両が生産された。
H型

新型の変速機を搭載（最初のフォマーク社製の30両には間に合わず旧型のまま）、車体前面装甲を1943年6月から80mmの1枚装甲に、砲塔上面装甲を前部16mm、後部25mmに変更した。また、シュルツェンが邪魔で使えなくなった車体側面のクラッペを廃止、10月にはゴムタイヤ付きだった上部支持転輪を全金属製に変更、翌年2月にエアフィルターを廃止などの細かい改良が加えられ続けた。当初は砲塔旋回装置を電動から油圧に変更したBW40型に変更する予定であったが実現していない。
また、G型と違い、生産初期から主砲は75 mm KwK 40 L/48となっている。
シャーシナンバーは84401 - 89540、1943年4月から1944年2月までの間に、クルップ社で379両（以降、IV号突撃砲を生産）、ニーベルンゲンヴェルケで約1,250両、フォマーク社で693両が生産されたが、車台が突撃砲や対空戦車などに流用されているので、シャーシナンバーが生産数と一致しない。

J型

H型からの変更点は生産の簡略化が主で、特に最初期のタイプはH型から砲塔旋回モーターと発電機用補助エンジンを廃止しただけであり、これにより旋回装置はギア比2段切り替えの手動式に変更された。これは、乗員に不評であったとする資料が多いが、車体が傾いた状態での旋回が容易になったり、装填手が別のハンドルで旋回を手伝うことができることもあり、平地ではむしろ旋回速度が向上したとする資料もある。これにより発電機用補助エンジンのマフラーが廃止されているため、車体後部を見ることでH型との識別が可能である。
後に、主エンジン用のマフラーも消音効果の無い単純な管2本のタイプに省略されている。1944年7月から車体上面装甲の16mmへの増厚とベンチレーターカバーの大型化、材質が表面硬化処理装甲から均質鋼に変更、シャーシナンバー91949から補助発電機のあった所への200リットル燃料タンクの増設が行われた。しかし、燃料漏れの欠陥がありすぐに廃止、9月より改良された燃料タンクが標準装備となった。
同時期に車体のシュルツェンが金網状となった「トーマ・シールド」（正しくはトーマ・シュルツェン）も生産開始され、翌月には車長キューポラのハッチが横旋回で開くタイプに変り、12月からは上部支持転輪が片側3個に減らされた。後期には車体前面下部に付く牽引具が省略され、車体側面装甲版の前方を延長して穴をあけてシャックルを通すことで代用した。T-34のように履帯の抜けかけたピンを押し戻す脱落防止板のようなものが付く車両もあるが、これは、後部の履帯がよれて、車体側面とピンの頭が擦れて摩耗するのを防止するための物であり、同様の物が突撃砲や自走砲の一部にも見られる。
1944年2月から終戦までニーベルンゲンヴェルケにより約2,970両（以前の資料ではH型とされた2-5月の生産分がJ型に訂正されたので、IV号戦車シリーズ中最多となった）、フォマーク社でも約180両（以降、IV号駆逐戦車を生産）が生産された。
1950年代半ば、シリアがフランス、チェコスロバキアから入手し自国軍機甲兵力に組み入れたIV号戦車はこのJ型で、オリジナルの対空機銃架が追加され、スクラップからの再生車輌には旧型のキューポラを装備した物があるなど、各部に原型との差異が見られる。

## 派生型

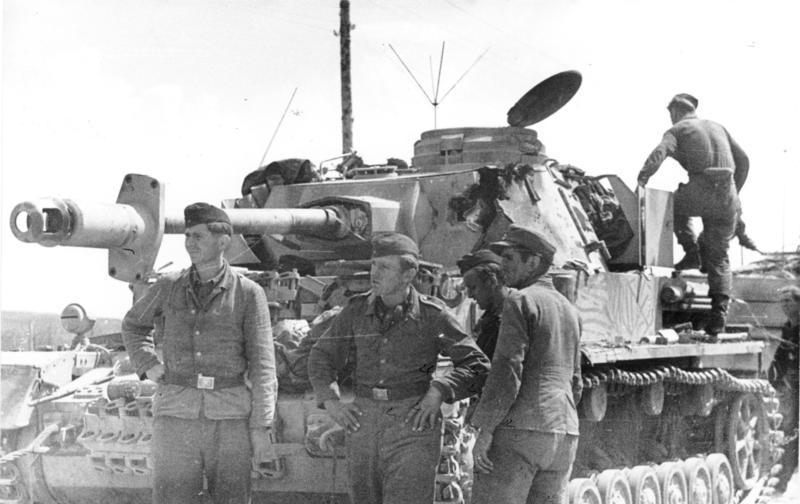
被弾損傷したIV号指揮戦車

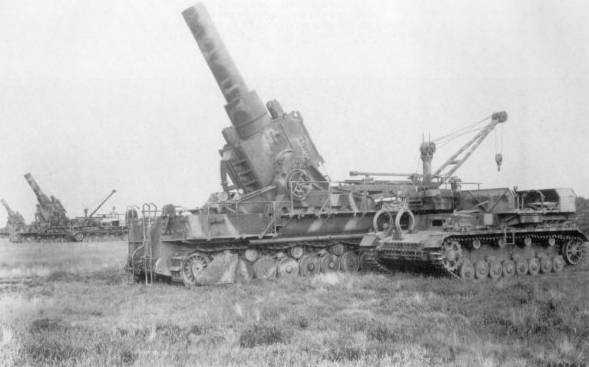
カール自走臼砲に砲弾を移す給弾車

IV号潜水戦車
Tauchpanzer IV
イギリス本土上陸作戦・ゼーレーヴェ用に、D型およびE型をベースに1940年に42両（48両とする資料もあり）が改造されて製作された。各ハッチ、銃器、主砲などのマウント部分、砲塔のターレットリング部などに防水シールを施し、エンジンの吸気・排気は逆流防止弁のついたチューブを水面のフロートまで伸ばして行い、水面下15mの海底を5km/hで進むことが出来た。ゼーレーヴェ作戦が中止となり、後にバルバロッサ作戦でのブーク川渡河で実戦投入された。
IV号指揮戦車

Panzerbefehlswagen IV
中隊長以上向けの仕様。修理のため工場に戻された長砲身型に長距離用無線機やアンテナ、各種周辺機器を追加した代わりに砲弾の搭載数が15発減らされている。1944年3月から88両が改造された他、17両が新品のJ型をベースに作られた。

IV号観測戦車
Panzerbeobachtungswagen IV
自走砲部隊の着弾観測を行うIII号観測戦車の後継車。キューポラが突撃砲用の物に代わり、閉めたままのハッチ前端の小ハッチを開けて砲兵鏡（シザースペリスコープ）を突き出し、観測任務を行うことができた。無線機は3基搭載され、砲塔同軸機銃は撤去されている。1944年7月から133両が改造または新造された。
IV号突撃戦車 ブルムベア
Sturmpanzer IV, Brummbär
IV号戦車の車体に大型の戦闘室を設け15cm榴弾砲を備え、歩兵部隊への直接火力支援を目的として作られた。
IV号突撃砲
Sturmgeschütz IV
III号突撃砲の生産工場であるベルリンのアルケット社が空爆によって破壊されたことから、代用としてIV号戦車の車体にIII号突撃砲の戦闘室を据え付けたもの。
IV号駆逐戦車
48口径75mm砲を搭載した駆逐戦車。
IV号戦車/70(V)
IV号駆逐戦車に70口径7.5cm砲を搭載したもの。
IV号戦車/70(A)
IV号戦車J型の車台にIV号戦車/70(V)の物に似た戦闘室を搭載した駆逐戦車。
ホルニッセ / ナースホルン
Hornisse / Nashorn
III/IV号自走砲車台（III号戦車とIV号戦車の部品を組み合わせたもの）に8.8cm砲を据え付けた対戦車自走砲。
フンメル
Hummel
III / IV号自走砲車台に15cm砲を据え付けた自走榴弾砲。
メーベルヴァーゲン
Möbelwagen
IV号戦車をベースとし3.7cm対空機関砲 (3.7cm FlaK 43/1）1門を搭載した対空戦車。後継の開発が遅れたため終戦まで主力対空戦車の地位にあった。
ヴィルベルヴィント
Wirbelwind
専用の砲塔にFlakvierling38 2cm対空機関砲を搭載した対空戦車。専用車体で新造されたメーベルヴァーゲンとは異なり、全車が修理のために戻ってきたIV号戦車から改造された。
オストヴィント
Ostwind
ヴィルベルヴィントに似た設計だが、より火力の大きい3.7cm対空機関砲 (3.7cm FlaK 43/1）1門を搭載している。
クーゲルブリッツ
Kugelblitz
機関砲を収容した部分だけが上下する特殊構造（揺動式）の砲塔に強力な3cm MK 103 機関砲を連装で搭載した対空戦車。ごく少数の生産に終わった。
IV号c型装甲自走砲架、8.8cm高射砲搭載試作対空戦車
Panzer Selbstfahrlafette IVc、Pz.Sfl. IVc、後に、Versuchsflakwagen（VFW）
Panzer Selbstfahrlafette（パンツァー・ゼルプストファール・ラフェッテ）は「装甲自走砲架」の意。Versuchsflakwagen（フェアズーフス・フラック・ヴァーゲン）は「試作対空車両」の意。
1941年～1945年にかけて、砲兵用自走砲開発プログラムにより開発された。開発当初砲兵側によって提示された基本的条件は、装甲戦闘車両に匹敵する走行性能、砲撃準備時間の短縮、旋回射撃能力、機関銃射撃・砲弾片からの乗員保護など。搭載砲については7.5ｃｍPaKから21cm臼砲まで多岐に渡る。
その内の一つがマジノ線攻略に備えて対地支援用に開発されていた「IV号c型装甲自走砲架」である。対仏戦に間に合わなかったものの、開発は続行され、当初は主砲に「クルップ 56口径 8.8 cm FlaK 18」を搭載する予定だったが、1942年6月に、より高初速、長射程の、「ラインメタル 74口径 8.8 cm FlaK 41」に変更、用途も機甲部隊防空用に変更され、新たに「VFW」の呼称を与えらえた。砲の周囲は装甲に囲われ、射撃時にはメーベルヴァーゲンのように装甲が展開した。変速機などの駆動系トラブルから開発が遅れ、1943年4月に試作1号車が、5月に試作2号車が、11月に試作3号車が、完成し、走行試験が行われた。高速の戦闘爆撃機に対し、8.8 cm高射砲は大口径機関砲と比べて防空任務に適さないと判断され、生産計画の見直しにより、1944年1月に開発中止、試作3両のみに止まった。
1943年11月、2号車はスクラップとなった。1944年3月、1号車と3号車のどちらかが、「クルップ 56口径 8.8 cm FlaK 37」に換装され、第304高射砲大隊に配属されイタリア戦線に投入された外は、資料消失、消息不明である。
IV号戦車G型 8.8cm Flak36 高射砲搭載自走砲
8.8cm Flak36 auf Pz.Kpfw.IV Ausf.G
少数が生産されたと言われる試作車両。80431と83279の2両が確認されている。IV号戦車G型（H型とされるのは間違い）から砲塔を撤去して、車体上部中央を下げ、そこに88mm高射砲をそのまま載せた急造車両。「Pz.Sfl. IVc」と異なり、高射砲の周囲に装甲は無い。
カール自走臼砲砲弾給弾車

Munitionsträger fuir Karl-Gerät
IV号戦車D・E・F型の車台を利用し13両が改造された。砲塔を取り去り4発の60cm砲弾または54cm砲弾を運搬できる装備と、専用のクレーンを設置したものであった。カール自走臼砲1両につき2両のMunitionsträgerが割り当てられ、1両の予備車両があった。

IV号弾薬運搬車
Munitionsträger IV
砲塔を取り外してターレットリング部分を大型のハッチのついた装甲板で塞ぎ、戦闘室内に弾薬ラックを設置した弾薬運搬車。D・F・G型の余剰車輌から改造して製作され、第653重戦車駆逐大隊やIV号突撃戦車（ブルムベア）を装備する第216突撃戦車大隊他で運用された。
IV号回収戦車
Bergepanzer IV
1944年10月から12月にかけて21台（資料によっては36台とされている）がF・G型の車体を流用して製作された、砲塔を取り外した車体に組み立て式のクレーンを搭載し、各種回収機材を搭載した戦車回収車（回収戦車）。ベルゲパンターとは異なり車内にウィンチは搭載されていない。
開発・試作段階では、III号回収戦車と同様に、大型大重量の車輌の回収作業には移動時には1軸2輪のトレーラーとして牽引する大型の錨(Panzerbergeanker als Anhänger (1 achs.) (Sd.Ah.40)を使用する方式（これを地面に喰い込ませて牽引力を増加させる）としていたが、Sd.Ah.40は量産車には装備されず、実戦での使用例もなかった。

IV号架橋戦車
Brückenleger IV b / c
1940年2月から5月にかけて、クルップ社とマギウス社によって製作された架橋戦車。砲塔を外した車体に繰り出し式の展開装置と全長最大9m、最大通過重量28トンの金属製橋梁を搭載している。B型から20両が、C型から4両が製造された。
IV号突撃橋戦車
Brückenleger IV s(Sturmstegpanzer IV)
1940年にC型から4両が製造された架橋戦車の一種。IV号架橋戦車と同じく砲塔を外した車体に歩兵用の伸縮式突撃橋を搭載した。突撃橋は最大伸長時には50mまで伸ばすことができ、架橋車輌というよりは“はしご車”というべきものである。

## 運用国
- ドイツ国
- フィンランド
- ブルガリア王国
- ルーマニア王国
- ハンガリー王国
- スペイン
- ソビエト連邦 - ドイツ軍より鹵獲
- フランス - ドイツ軍より鹵獲
- ポーランド - ドイツ軍より鹵獲
- シリア

## 参考資料
- 大日本絵画 世界の戦車イラストレイテッド12 IV号中戦車 1936-1945 （ディヴィッド・E・スミス、ジム・ローリエ 著）
- 大日本絵画 世界の戦車イラストレイテッド25 IV号中戦車G/H/J型 1942-1945 （ヒラリー・ドイル、トム・イェンツ著）
- デルタ出版 グランドパワー'99/5（No.060）、'99/6（No.061）、'02/12（No.103）、他